# O Ponto
O Ponto – przystanek kolei wąskotorowej FEVE w Narón, w Galicji, w Hiszpanii.
| O Ponto                       |  |                         |
| Linia Ferrol – Gijón (6,3 km) |  |                         |
| Piñeirosodległość: 0,8 km     |  | Xuvia odległość: 1,4 km |